# Turai Yar'Adua
Turai Yar'Adua de son nom complet Hajiya Turai Umar Musa Yar'Adua, née le 26 juillet 1957 dans la métropole de l’État de Katssina au Nigeria, est une femme politique nigériane. Elle est la première dame du Nigeria du 29 mai 2007  au 5 mars 2010, date du décès son époux Umaru Yar'Adua président du Nigeria et anciennement gouverneur de l’État de Katsina.

## Biographie
Enfant, Turai Yar'Aduae fréquente la Government Girls Secondary School et l'école primaire de Garama à Kankia. Elle quitte Kankia pour se rendre dans l'Etat de Kaduna où elle fréquente la Katsina College of Arts, Science and Technology à Zaria. En 1983, elle est titulaire d'une licence en science du langage à l'Université Ahmadu-Bello,.

### Vie privée
En 1975, elle épouse Umaru Yar'Adua avec qui elle a cinq filles et deux garçons,. Hormis son engagement dans l'humanitaire, elle serait aussi l'un des conseillers de l'ombre de son défunt époux alors président du Nigeria. Avant d'assumer le rôle de première dame de l’État  de Katsina du 29 mai 1999 au 29 Mai 2007, Turai Yar'Adua est enseignante.